# Сокол баня
Сокол баня (на сръбски: Сокобања или Sokobanja e град в Източна Сърбия, Поморавието, Зайчарски окръг, административен център на Община Сокол баня.

## География
Градът е разположен на левия бряг на Моравица (приток на Българска Морава). Той е известен балнеологичен курорт.
Населението на града е 7982 жители според преброяване от 2011 г. срещу 8407 граждани (2002), а на общината – съответно 16 021 и 18 571 души.

## История
На 2 километра югоизточно от града в планината са останките от средновековната Соколбанска крепост (наричана още Соколец или Сокол град), по която е името на града. Тя е между важните крепости в отбранителната система на Видинското царство през ХІV век.
По време на Балканската война човек от Сокол баня се включва като доброволец в Македоно-одринското опълчение

## Личности
Родени
- Тодор Живков (1888 – ?), хлебар, македоно-одрински опълченец от 2 рота на 10 прилепска дружина, ранен на 7 ноември 1912 година[2]
- Михаил Белградски (Милое Йованович, 1826 – 1898), сръбски митрополит

Починали
- Стеван Сремац (1855 – 6 август 1906), сръбски писател